# Metapanamomops
Metapanamomops là một chi nhện trong họ Linyphiidae.